# Irwin, South Carolina
Irwin är en ort i Lancaster County i delstaten South Carolina, USA.